# Yaschrutīya
Die Yaschrutīya (arabisch الشاذلية اليشرطية, DMG aš-Šāḏilīya al-Yašruṭīya) ist ein Zweigorden der Schādhilīya, der von dem tunesischen Sufi-Scheich ʿAlī Nūr ad-Dīn al-Yaschrutī (ca. 1815–1891) gegründet wurde und heute in Palästina, Syrien, Brasilien, Libanon und an der ostafrikanischen Küste verbreitet ist.
Al-Yaschrutī ließ sich 1850 in Akkon nieder und gründete 1862 in der Nähe eine Zāwiya. Der Komore ʿAbdallāh ibn Saʿīd ibn Darwīsch as-Sawāhilī, bekannt als Ibn Darwīsch, ging bei ihm für mehrere Jahre in die Lehre und führte den Orden später in Ostafrika ein. 1882 setzte er Muhammad ibn Ahmad al-Maʿrūf als seinen Stellvertreter auf den Komoren ein.
Fatima al-Yaschrutiyya (1891–1978) war die Tochter von ʿAlī al-Yaschrutī.

## Belege
1. ↑  Vgl. Ahmed: "Networks of the Shādhiliyya Yashruṭiyya". 2006, S. 320–326.

| Yaschrutīya (Alternativbezeichnungen des Lemmas)                                                 |
| ------------------------------------------------------------------------------------------------ |
| Yashrutiyya; Yashrutiya; Yashrutiyyah; Yashruti Tariqah; Yashruti Tariqa; Shadhili Yashruti line |